# رودخانه نیسان
رودخانه نیسان (به انگلیسی: Nissan River) (تلفظ سوئدی: [ˈnɪ̂sːan]) یک رودخانه به طول ۲۰۰ کیلومتر در جنوب غربی سوئد است. این رود به خلیج کاتگات در دریای شمال در هالمستاد ختم می‌شود.